# Diocesi di Soldaia

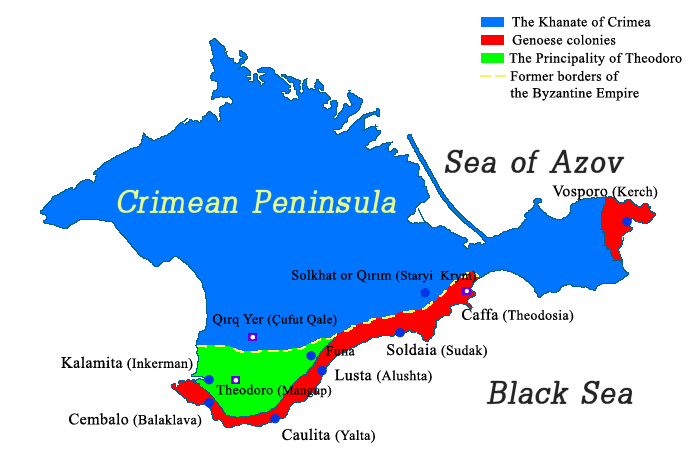
Possedimenti genovesi (colore rosso) della "Gazaria" in Crimea nel Quattrocento

La diocesi di Soldaia (in latino: Dioecesis Soldaiensis) è una sede soppressa e sede titolare della Chiesa cattolica.

## Storia
Soldaia, corrispondente alla città di Sudak in Crimea, fu dal XIV secolo una colonia, prima veneziana e poi, dal 1365, genovese. Qui venne eretta una diocesi di rito latino, che sopravvisse fino all'occupazione ottomana della città nel 1475.
Dal 1933 Soldaia è annoverata tra le sedi vescovili titolari della Chiesa cattolica; la sede è vacante dal 29 novembre 1971.

## Cronotassi

### Vescovi
- Bonifacio † (19 agosto 1393 - ? deceduto)
- Giovanni Greenlaw, O.F.M. † (18 settembre 1400 - ?)
- Ludovico, O.P. † (? - 15 dicembre 1427 nominato vescovo di Cembalo)
- Agostino di Caffa, O.P. † (23 luglio 1432 - ? deceduto)
- Giovanni di Pera, O.P. † (9 luglio 1456 - ? deceduto)
- Leonardo Wisbach, O.P. † (6 ottobre 1480 - ? deceduto)[1]

### Vescovi titolari
- José Romão Martenetz, O.S.B.M. † (10 maggio 1958 - 29 novembre 1971 nominato eparca di San Giovanni Battista di Curitiba degli Ucraini)